# Jesse Eisenberg
Jesse Adam Eisenberg (ur. 5 października 1983 w Nowym Jorku) – amerykański aktor i reżyser.

## Życiorys
Urodził się w Queens w rodzinie pochodzenia żydowskiego. Jego matka, Amy (z domu Fishman), uczyła wrażliwości międzykulturowej w szpitalach, a wcześniej przez 20 lat pracowała jako klaun na przyjęciach dla dzieci i choreograf dla katolickiej szkoły średniej, zaś ojciec, Barry Eisenberg, był wykładowcą w college’u. Ma dwie siostry – starszą Kerri i młodszą Hallie Kate Eisenberg (ur. 2 sierpnia 1992). Jego pradziadek ze strony matki, Hyman „Herman” Mendelsohn, urodził się w Krasnymstawie w rodzinie żydowskiej. Ożenił się z  Sarah Levay w czerwcu 1883 roku, w Nowym Jorku, w Stanach Zjednoczonych. Jeden z pradziadów ze strony ojca, Sam Eisenberg, żydowskiego pochodzenia, również pochodził z Polski.
Dorastał w East Brunswick w New Jersey, gdzie przez rok uczęszczał do East Brunswick High School.

## Kariera
Jako aktor zadebiutował występami w serialu telewizyjnym Luzik Guzik (1999–2000). Po swojej pierwszej głównej roli w filmie Roger Dodger (2002) zagrał w filmach Walka żywiołów (2005) i Edukacja Charliego Banksa (2007).
W 2008 roku z Olivią Wilde otrzymał nagrodę dla wschodzącej gwiazdy festiwalu filmowego Vail Film Festival. Uznanie krytyków przyniosły mu role w komediodramacie Adventureland (2009) i horrorze komediowym Zombieland (2009). W filmie The Social Network (2010) zagrał postać Marka Zuckerberga, współzałożyciela serwisu społecznościowego Facebook, za co otrzymał nagrodę filmową National Board of Review Award oraz został nominowany do Oscara dla najlepszego aktora pierwszoplanowego, Złotego Globu dla najlepszego aktora w filmie dramatycznym i Nagrody Brytyjskiej Akademii Filmowej dla najlepszego aktora pierwszoplanowego. Następnie użyczył głosu głównemu bohaterowi filmu animowanego Rio (2011) oraz zagrał w komedii przygodowej 30 minut lub mniej (2011) i dreszczowcu Iluzja (2013). W 2013 roku został wybrany na odtwórcę komiksowego złoczyńcy i nemezis Supermana – Lexa Luthora w sequelu Człowieka ze stali pt. Batman v Superman: Świt sprawiedliwości.
Jest scenarzystą i reżyserem filmu Prawdziwy ból. Zagrał w nim główną rolę, a na ekranie partnerował mu Kieran Culkin.  

## Życie prywatne
Cierpi na zaburzenia obsesyjno-kompulsyjne.
W 2002 roku związał się z Anną Strout, którą poślubił w 2017 roku i z którą ma syna, Bannera (ur. 4 kwietnia 2017).
W 2023 roku złożył wniosek o przyznanie polskiego obywatelstwa. W 2024 roku został Honorowym Obywatelem Miasta Krasnystaw.
W marcu 2025 roku otrzymał polskie obywatelstwo.

## Filmografia
- Luzik Guzik (Get Real, 1999) – nominacja do Nagrody Młodych Artystów
- Klub Imperatora (The Emperor’s Club, 2002) jako Louis Masoudi
- Lawirant (Roger Dodger, 2002) jako Nick – nagroda dla najbardziej obiecującego aktora na San Diego Film Festival
- Osada (The Village, 2004) jako Jamison
- Walka żywiołów (The Squid and the Whale, 2005 w filmie) jako Walt Berkman – nagroda Gotham, nominacje do nagród Critics Choice, Chlotrudis i Independent Spirit
- Przeklęta (Cursed), 2005) jako Jimmy
- Edukacja Charliego Banksa (The Education of Charlie Banks) (2007) jako Charlie Banks
- W pogoni za zbrodniarzem (The Hunting Party, 2007) jako Benjamin Strauss
- Adventureland (2009) jako James Brennan
- Zombieland (2009) jako Columbus
- Człowiek sukcesu (Solitary Man, 2010) jako Daniel
- Holy Rollers (2010) jako Sam Gold
- The Social Network (2010) jako Mark Zuckerberg
- Rio (2011) jako Blu (głos)
- 30 minut lub mniej (30 Minutes or Less, 2011) jako Nick
- Zakochani w Rzymie (To Rome With Love, 2012) jako Jack
- Iluzja (Now You See Me, 2013) jako J. Daniel Atlas
- Night Moves (2013) jako Josh Stamos
- Sobowtór (The Double, 2013) jako Simon James/James Simon
- Rio 2 (2014) jako Blu (głos)
- Koniec trasy (The End of the Tour) (2014) jako David Lipsky
- American Ultra (2015) jako Mike
- Batman v Superman: Świt sprawiedliwości (2016) jako Lex Luthor
- Iluzja 2 jako J. Daniel Atlas
- Śmietanka towarzyska (2016) jako Bobby Dorfman
- Zombieland: Kulki w łeb (2019) jako Columbus
- Wiwarium (2019) jako Tom
- Liga Sprawiedliwości Zacka Snydera (2021) jako Lex Luthor
- Prawdziwy ból (2024) jako David Kaplan